# ألفريدو هاويت
ألفريدو هاويت (من مواليد 8 أكتوبر 1951-) هو محامٍ هندوراسي ولاعب كرة قدم سابق. شغل منصب رئيس الاتحاد الوطني المستقل لكرة القدم في هندوراس وتم تعيينه رئيسًا مؤقتًا لاتحاد الكونكاكاف في 4 يونيو 2011.

## مسيرته الكروية
لعب ألفريدو هاويت بانيجاس كرة قدم احترافية مع أندية هندوراس بروغريسو، كلوب ديبورتيفو أوليمبيا وإف سي موتاجوا. سجل لهم 11 هدفًا في المجموع. إنه أحد اللاعبين الهوندوراسيين القلائل الذين ظهروا لأول مرة مع الفريق الأول، وهو في سن 15 عامًا فقط

## مسيرة الاتحاد الكروي
بعد أن شهد هاويت حكم جاك وارنر كرئيس لاتحاد الكونكاكاف خلال الواحد والعشرين عاما الماضية، اقترح أن يتمكن رئيس اتحاد الكونكاكاف من الخدمة لفترة واحدة فقط مدتها أربع سنوات في كل مرة، وأن يقوم اتحاد الكاريبي لكرة القدم واتحاد أمريكا الشمالية لكرة القدم بترشيح الرئيس على أساس التناوب. كان رئيسًا مؤقتًا لاتحاد الكونكاكاف.
بعد اعتقال جيفري ويب في 27 مايو 2015، تم تعيين هاويت رئيسًا لاتحاد الكونكاكاف. تم القبض على هاويت نفسه بتهمة الفساد في 3 ديسمبر 2015 في فندق باور أو لاك في زيورخ. في 4 ديسمبر 2015 تم إيقافه لمدة 90 يومًا من قبل لجنة الأخلاقيات في الاتحاد الدولي لكرة القدم. أُدين هاويت بأربع تهم بالتآمر في فضيحة الرشوة التي تورط فيها الاتحاد الدولي لكرة القدم في أبريل 2016.
في ديسمبر 2016، حظرت لجنة الأخلاقيات التابعة للفيفا على ألفريدو هاويت مدى الحياة ممارسة جميع الأنشطة المتعلقة بكرة القدم.

## حياته الشخصية
هاويت هو أحد أطفال ألفريدو هاويت وإميليا بانيجاس الستة. قضى طفولته في إل بروغريسو، هندوراس. متزوج من ماريا ديل كارمن عسفورا.